# Amadeu Sanchis Labiós
Amadeu Sanchis Labiós (València, 1971) és un polític valencià, coordinador general d'Esquerra Unida del País Valencià (EUPV) a la ciutat de València des de 2004. És membre de la direcció d'EUPV des del 2000 on s'encarrega de l'àrea d'economia i militant i membre de la Comissió Política del Partit Comunista del País Valencià (PCPV).
El 2007 fou proclamat candidat a l'alcaldia de València per EUPV a les eleccions locals del mateix any rebutjant arribar a un acord electoral amb el BLOC, partit amb el qual EUPV havia signat un acord a nivell autonòmic plasmat en el Compromís pel País Valencià. Els pèssims resultats d'EUPV, formació que va passar de tenir dos regidors en 2003 a perdre la representació al consistori municipal, va portar a Sanchis a posar el càrrec a disposició de la direcció del partit, tot i que aquesta el va ratificar.
La decisió de la direcció d'EUPV encapçalada per Glòria Marcos de nomenar Amadeu Sanchis membre del Consell d'Administració de Radiotelevisió Valenciana en representació de Compromís pel País Valencià, seguint els pactes preelectorals amb el Bloc i la resta de formacions de Compromís segons els quals el nomenament d'aquest càrrec corresponia a EUPV, va ser un dels factors determinants per al trencament de la coalició electoral i l'esclat d'una crisi interna a EUPV entre Esquerra i País (doncs les diputades d'Esquerra i País a les Corts recolzaren la proposta del Bloc de nomenar al sociòleg Rafa Xambó per a eixe càrrec) i el sector majoritari del partit. Finalment, Amadeu Sanchis va ser membre del consell de RTVV durant aquella legislatura.
L'assemblea d'EUPV de la ciutat de València escollí Amadeu Sanchis per encapçalar la llista a les eleccions municipals de la ciutat de València de 2011 amb el 93,4% dels vots a favor i 6,6% de vots en blanc.
Amadeu Sanchis va nàixer al barri del Cabanyal, barri on encara resideix i on participa activament a les festes de la Setmana Santa Marinera des de ben jove. Nogensmenys és capità de la Confraria de l'Oració de Jesús a l'Hort i es declara catòlic ortodox i comunista convençut.